# 판다로스

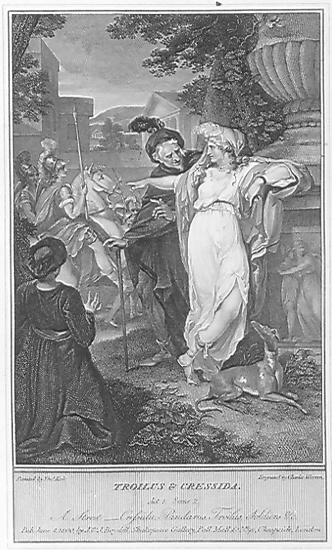

판다로스(그리스어: Πάνδαρος)는 그리스 신화 트로이아 전쟁에서 트로이의 장수중의 하나로 활을 잘 쏘는 궁수(弓手)였다.

## 트로이 전쟁
판다로스는 젤레이아의 왕 뤼카온의 아들로 이다 산 근처 아이세포스 강 근처의 젤레이아 사람들을 데리고 그리스 연합군에 맞서 트로이아군에 합류했다. 그의 아버지는 그에게 말과 전차를 몰고 가라고 충고했으나 그는 말들을 아끼기 위해 도보로 전장에 나왔다. 아폴론이 직접 그에게 활을 주었을 만큼 활을 잘 쏘았다.
그리스군과 트로이아군이 전투를 잠시 중지하고 있을 때 여신 아테나는 헤라여신의 요구로 안테노르의 아들, 라오도코스의 모습을 하고 판다로스에게 가서 메넬라오스에게 화살을 쏘아 죽이면 파리스 왕자가 큰 상을 줄 것이라고 유혹한다. 판다로스는 여신의 꾀임에 빠져 메넬라오스에게 화살을 쏘는데 아테나 여신이 이를 약간 빗나가게 하여 메넬라오스는 죽지는 않고 부상을 당한다. 이로써 양군의 휴전협정은 깨지고 아가멤논은 메넬라오스의 부상에 화가나서 총공격을 명한다.
판다로스는 그 후에 벌어진 전투에서 디오메데스의 어깨를 맞히지만 역시 디오메데스는 부상만 입었다. 그는 두 번이나 적을 맞추었지만 목숨을 빼앗지 못한 것을 한탄하며 아이네이아스와 함께 전차에 올라 이번에는 창으로 디오메데스를 공격했다. 그가 던진 창은 디오메데스의 방패에 꽂혔고 이에 대한 반격으로 디오메데스가 던진 창은 판다로스의 이마에 맞았다.

## 중세 및 후대의 판다로스
고대 로마의 시인 베르길리우스의 《아이네이스》에서도 판다로스가 나오는데 아이네이아스와 함께 유랑하는 인물로 나온다.
판다로스는 제프리 초서의 시 《트로일로스와 크리세이드(Troilus and Criseyde)》(1370년)에서 크레세다와 트로일로스를 맺어주는 역할을 하는 인물로 묘사된다. 이 설정은 그리스 신화에는 나오지 않는 것으로 중세 이야기에서 판다로스는 호메로스에서 이름만 빌려다가 가공한 인물이다.
윌리엄 세익스피어도 그의 희곡 《트로일로스와 크레시다》에 판다로스(팬다러스)를 등장시키는데 여기에서 팬다러스는 초서가 묘사한 인물보다 더 호색적이 음탕한 인물로 나온다.

## 기타 잡설
- 초서와 세익스피어의 팬드러스는 영어단어인 pander (‘뚜쟁이이 질을 하다’, ‘메춘을 방조하다’는 뜻의 동사)의 어원이 되었다.
- 소행성 2674 Pandarus는 바로 이 그리스 신화의 인물의 이름을 따서 명명되었다.